# Cleistocactus straussii
Cleistocactus strausii là một loài thực vật có hoa trong họ Cactaceae. Loài này được (Heese) Backeb. mô tả khoa học đầu tiên năm Nov. 1934.

## Hình ảnh

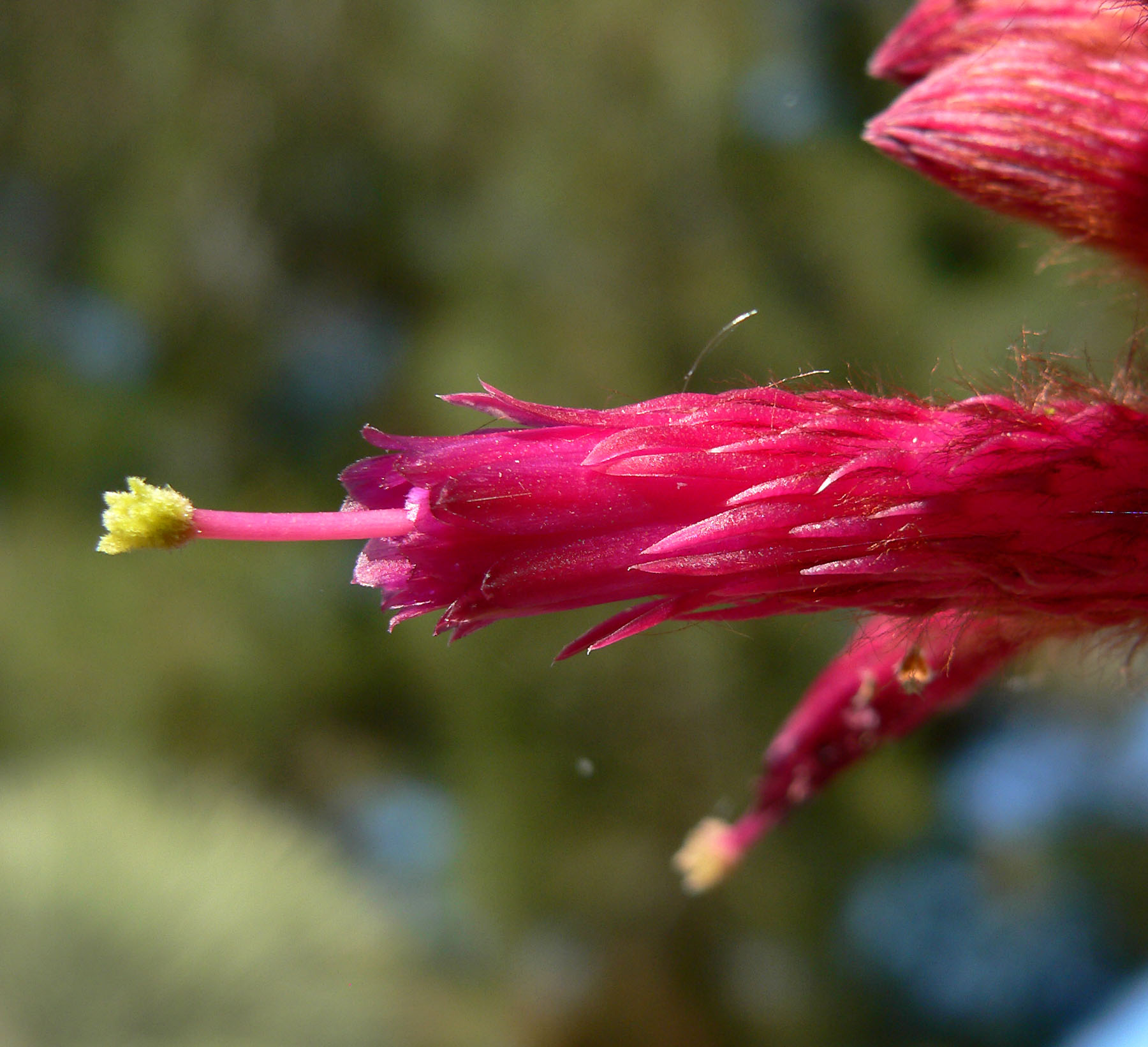
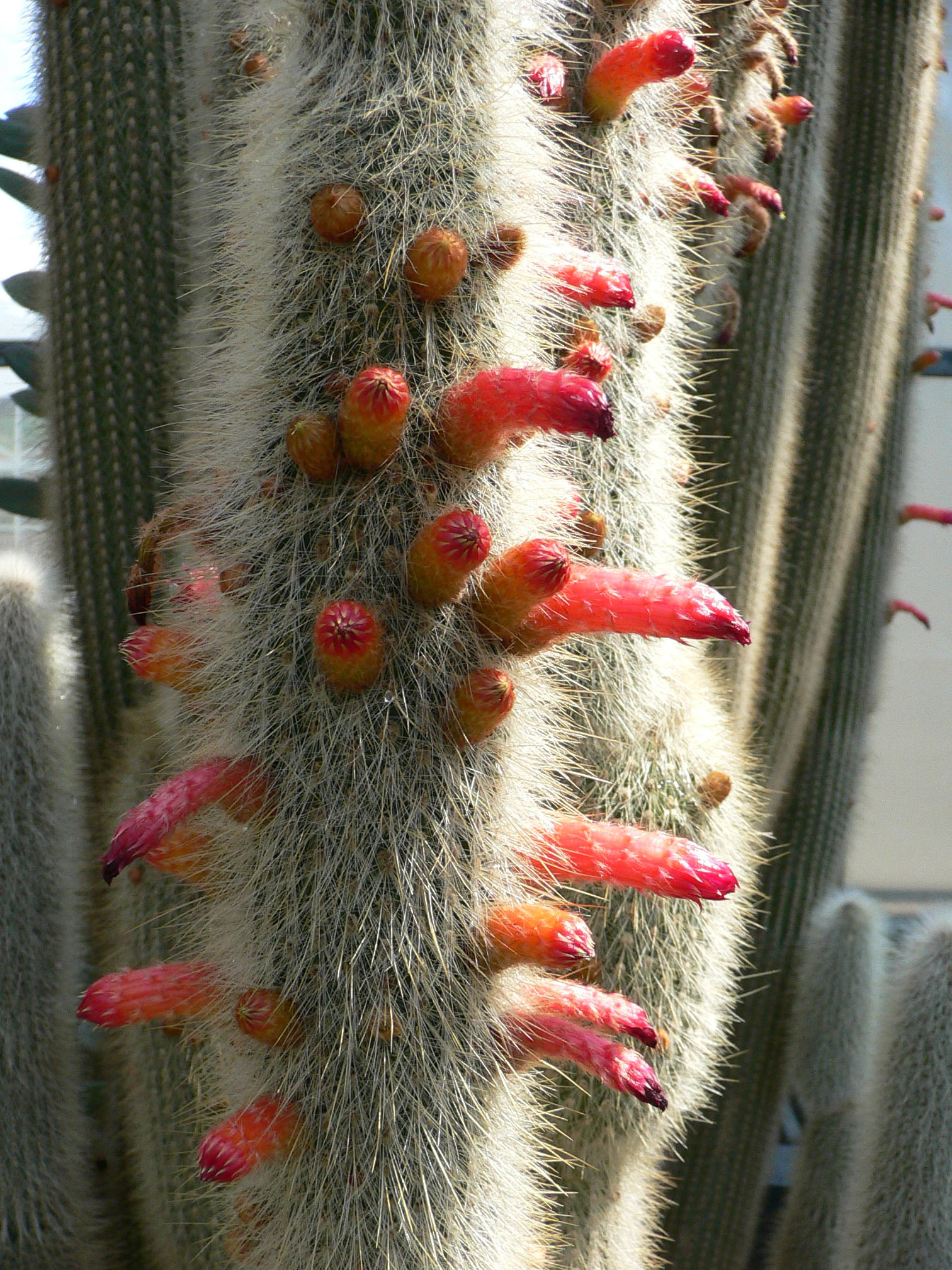
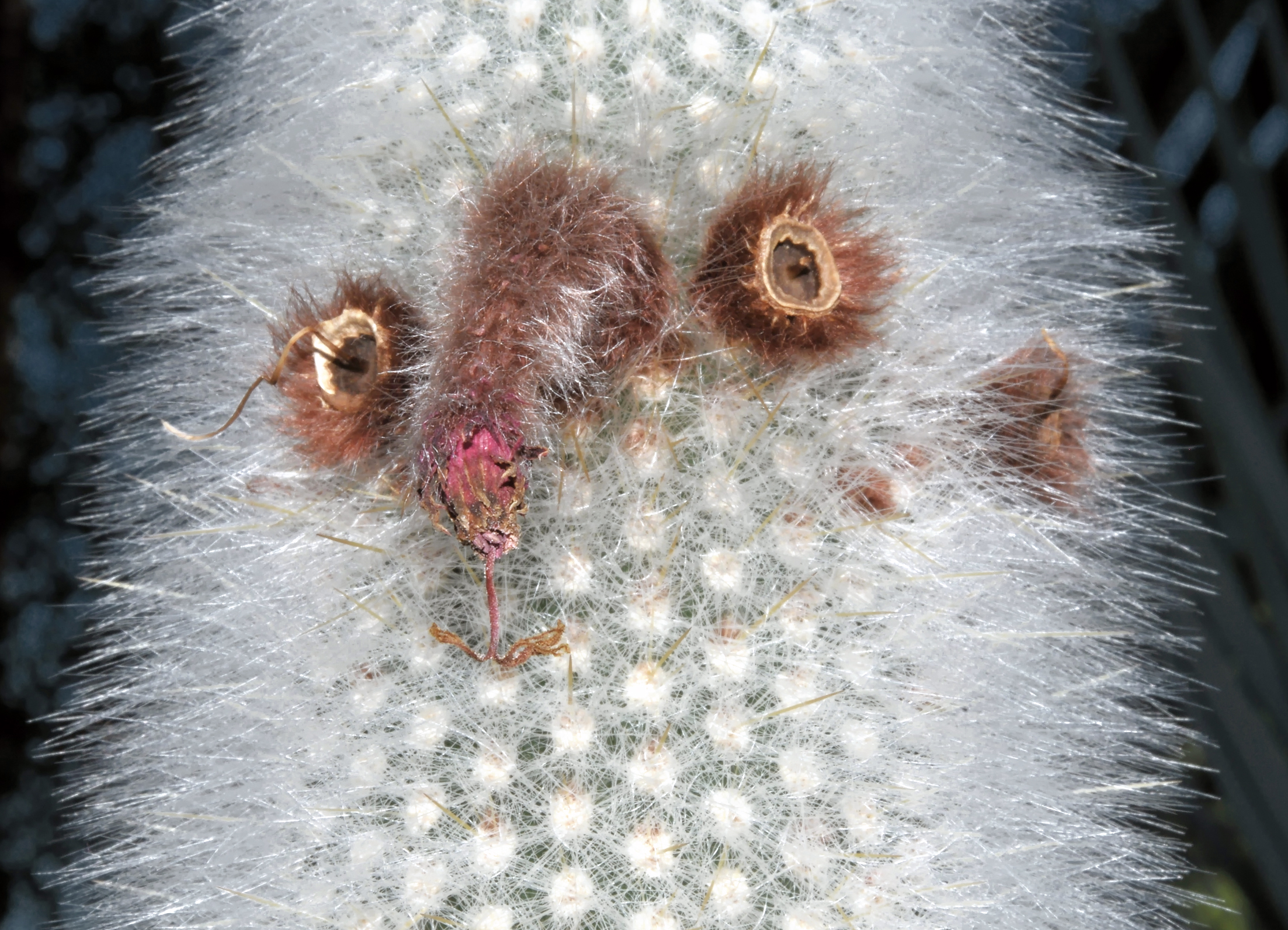
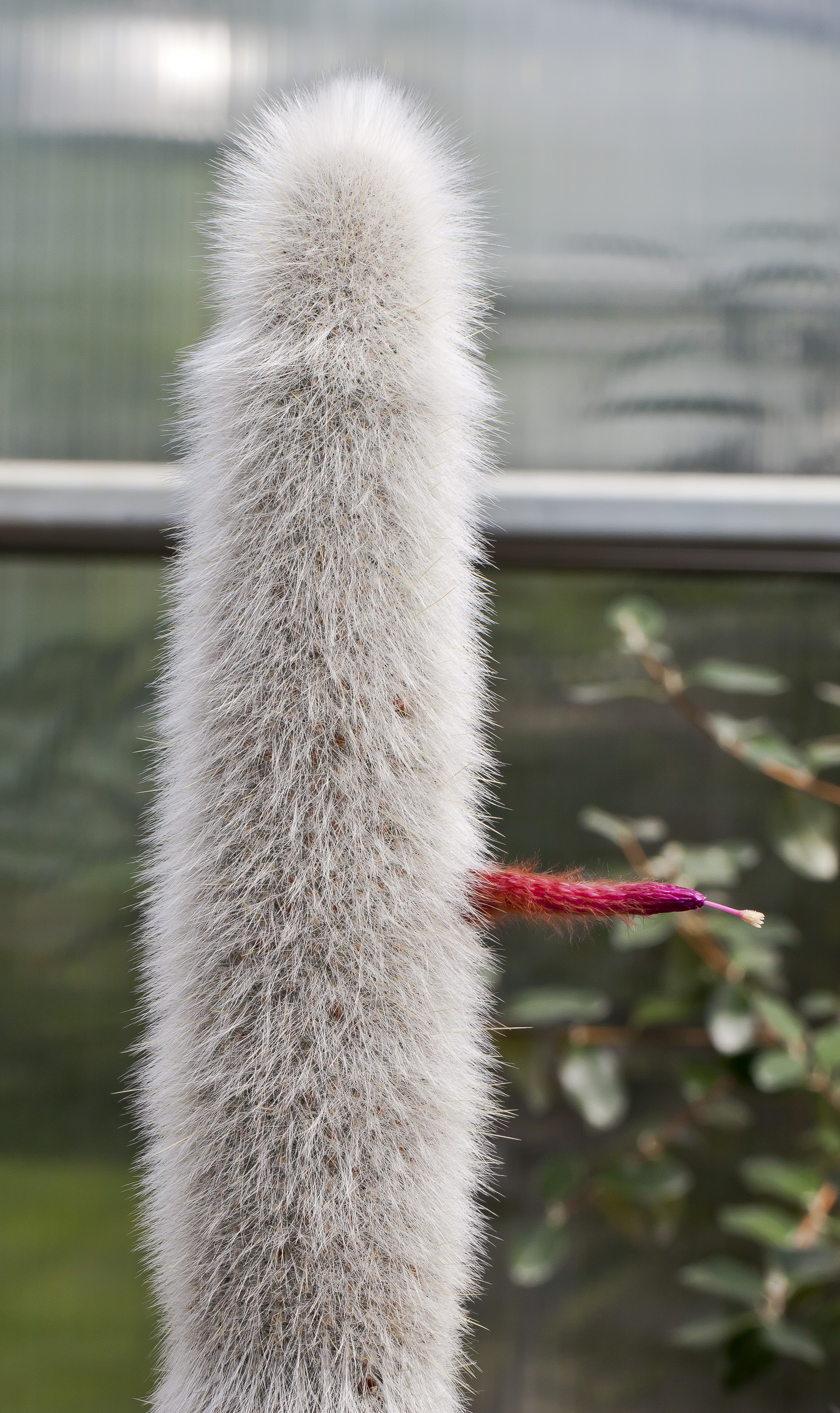